# 한국철도공사 381000호대 전동차
한국철도공사 381000호대 전동차는 동해선 광역전철 개통과 함께 도입된 한국철도공사 부산경남본부의 통근형 전동차이다. 현재 총 4량 16개 편성(64량)은 광역전철 동해선 부전 ~ 태화강 구간에 운행하고 있으며, 4량 1개 편성(4량)은 수도권 전철 경의·중앙선 임진강 ~ 문산 ~ 가좌 ~ 서울역, 용산 구간에 운행하고 있다.

## 기술적 사양

### 제어기기
한국철도공사 311000호대 전동차 후기형 및 서해선 광역전철에서 운행한 한국철도공사 391000호대 전동차 1차분에서 사용된 우진산전, 도시바제 COVO52-A0형 주제어장치를 사용한다.

### 실내 설비
한국철도공사 371000호대 전동차와 내장재, 신호 방식을 제외한 모든것이 동일하므로, 2018년에 증차분으로 도입된 2차분의 경우, 2016년에 도입된 1차분 전동차와는 달리, 자동 통로문을 아예 없애고 통로폭을 넓혔다. 또한 한국철도공사 전동차 중 최초로 비상사다리가 설치되었다.

### 운전 설비
기존 차량들의 전면부보다 운전실 창을 넓히고, 형태를 약간 바꾸어 시야를 개선하였으며, 1인 승무에 대응하도록 CCTV 모니터 및 ATP / ATS 속도계가 장착되어 있다.

### 편성
편성은 팬터그래프와 주변압기, 제어기기, 전동기가 탑재된 M'차, 보조전원장치와 공기압축기, 축전지, 제어실 등을 갖춘 Tc차로 구성되어 있다.
| 객차번호 | 설치된 전장품                      |
| -------- | ---------------------------------- |
| 3810XX   | Tc(SIV,공기압축기,축전지)          |
| 3811XX   | M'(팬터그래프,주변압기,주변환장치) |
| 3812XX   | M'(팬터그래프,주변압기,주변환장치) |
| 3819XX   | Tc(SIV,공기압축기,축전지)          |

## 배속
- 38101~38109, 38111~38117편성: 울산차량사업소 소속, 4량
- 38110편성: 문산차량사업소 소속, 4량

## 도입 역사

### 1세대

#### 1차분 (38101~38110편성,2016년2월~7월)
2016년 12월 30일 1단계 개통을 위해 도입된 차량. 한국철도공사 371000호대 전동차 및 한국철도공사 391000호대 전동차(1차분)와 형제기라고 할 정도로 많이 닮았다. 그러나 차상장치에선 약간의 차이를 보인다.

### 2세대

#### 2차분 (38111~38117편성,2018년3월~9월)
2021년 12월 28일 2단계 개통을 위해 도입된 차량이고, 철도 동호인들 사이에서 주둥이라 불리는 첫 세대다.
추진빈장치 교체 현황

### 3세대

#### 3차분 (38118편성,2027년)
북울산역 연장 대비 증차 발주분이다.

## 현재 운행구간
- ● 동해선 광역전철: 부전~태화강 (38101~38109편성, 38111~38117편성)
- ● 수도권 전철 경의·중앙선 (38110편성)
  - 경의선: 임진강~문산~가좌~서울
  - 용산선: 가좌~용산

## 현황
현재 운행 중인 차량은 굵은 글씨로 표시했다.

## 사진

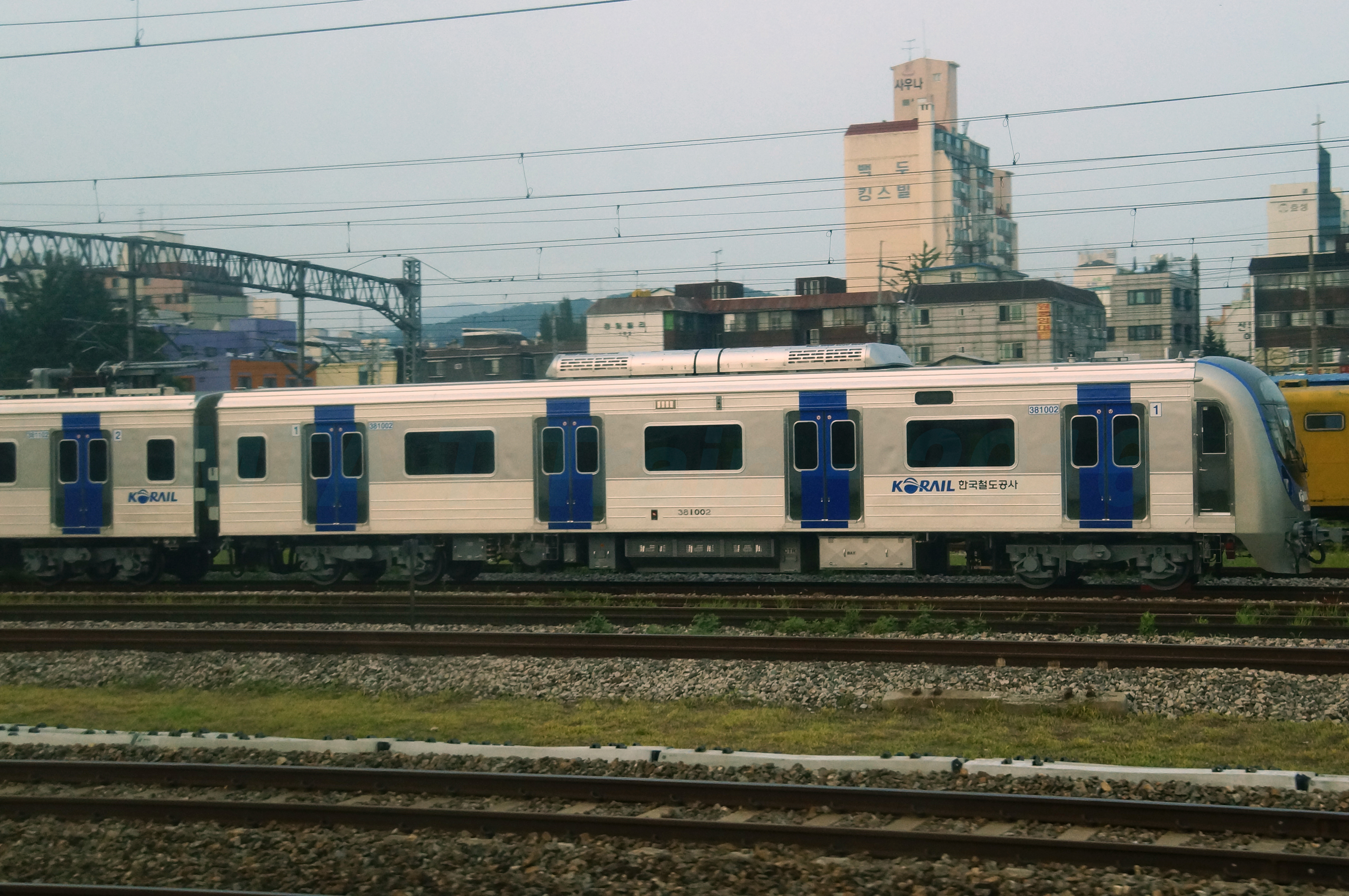
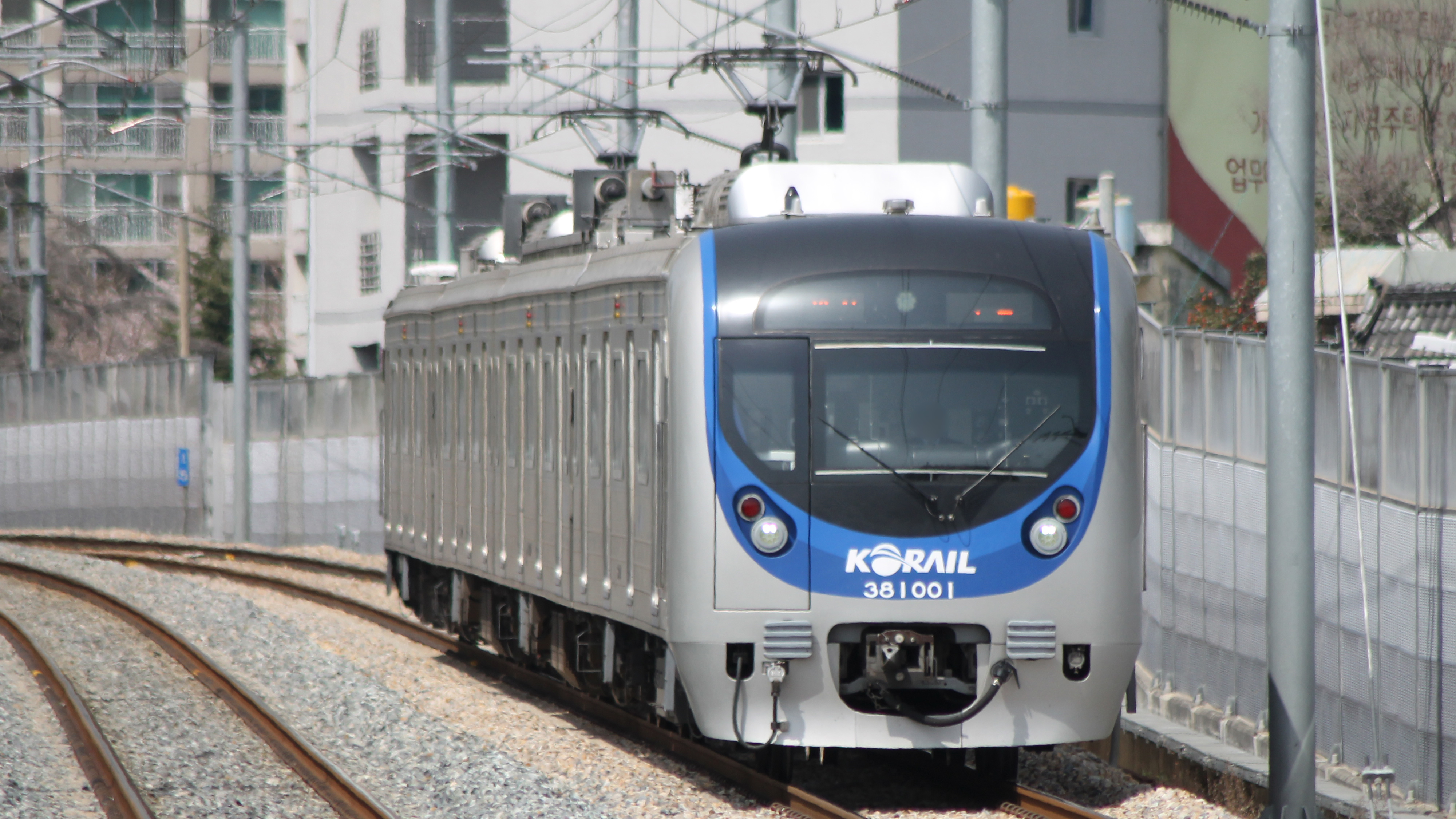
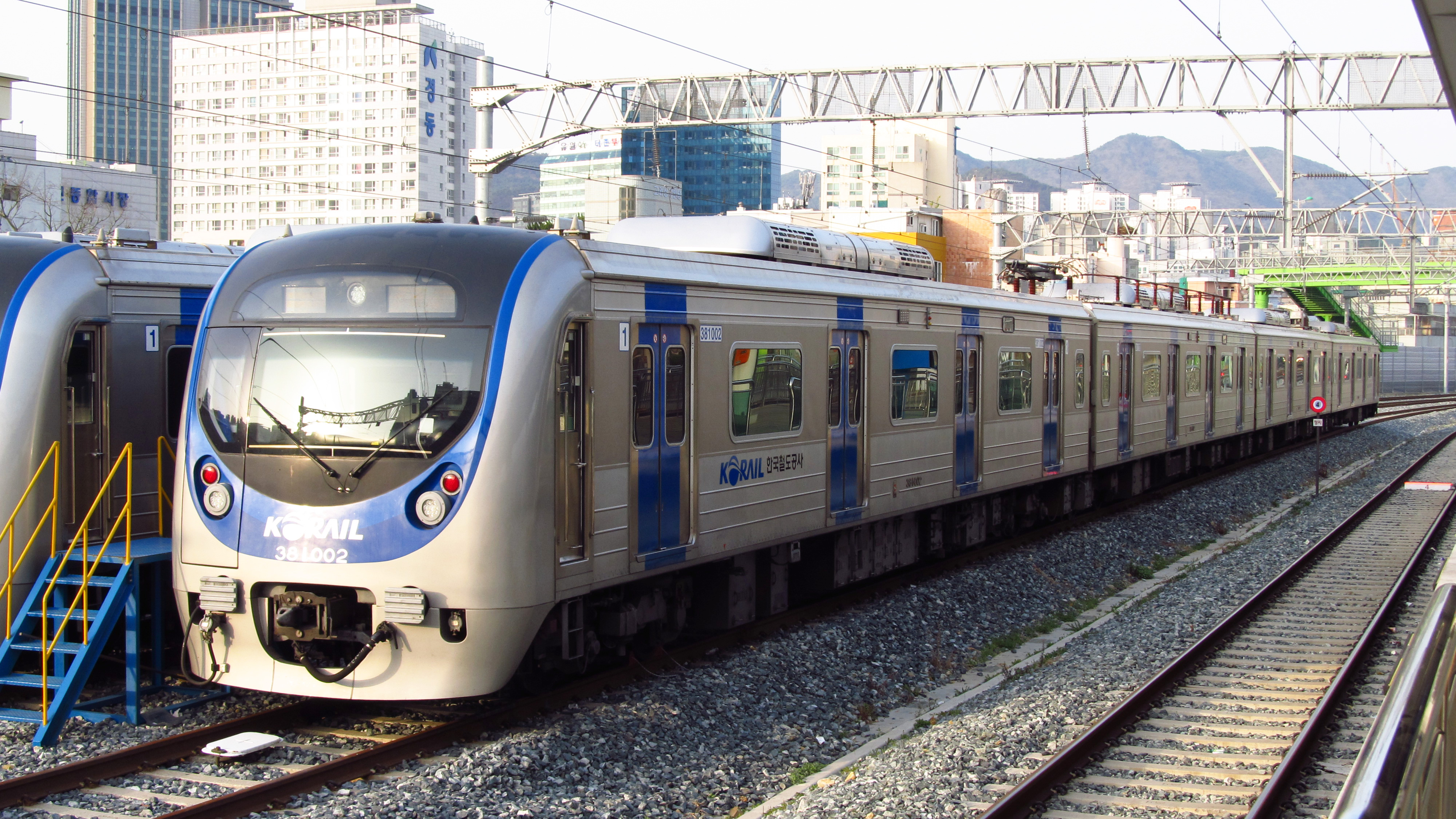
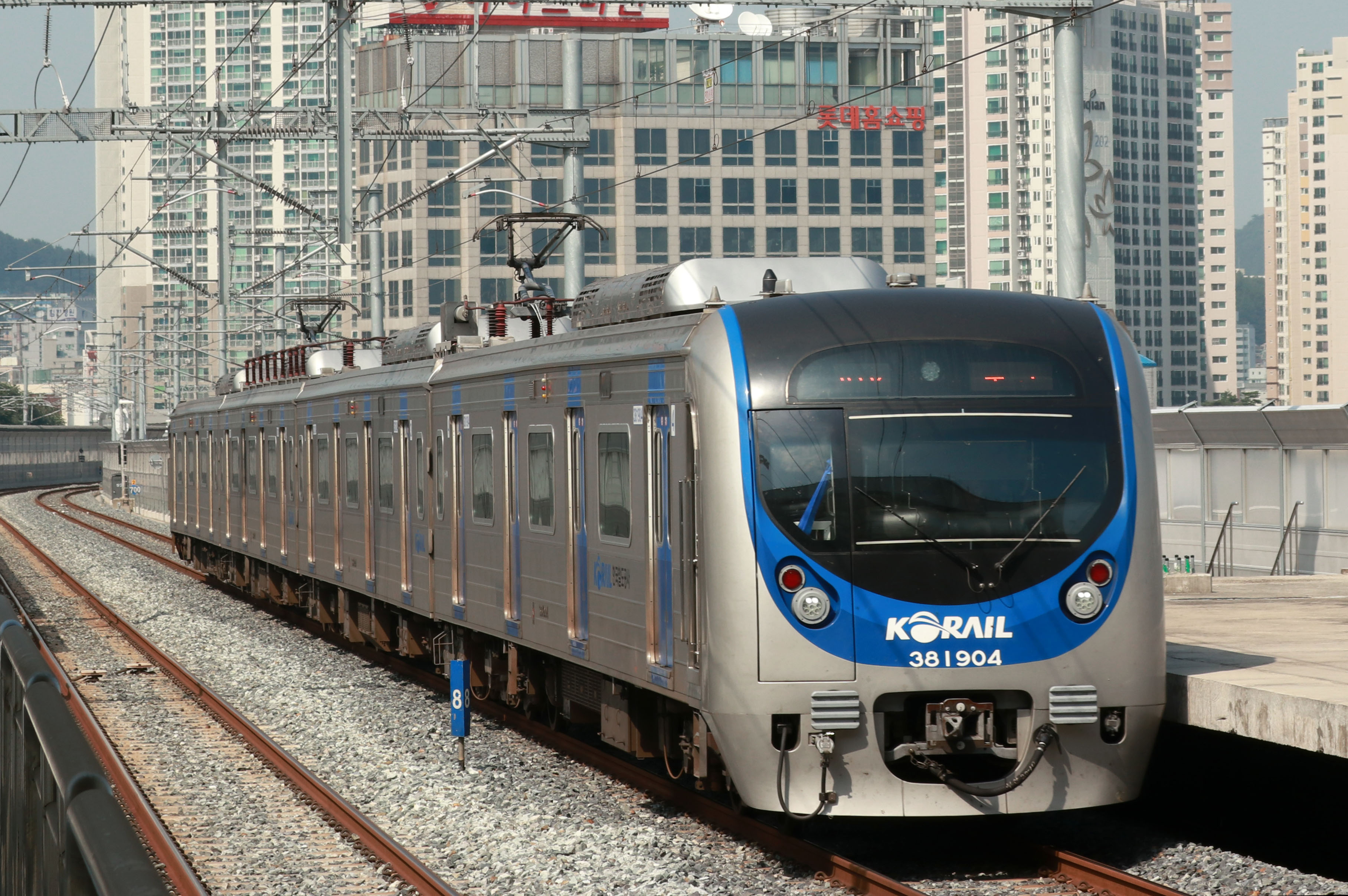
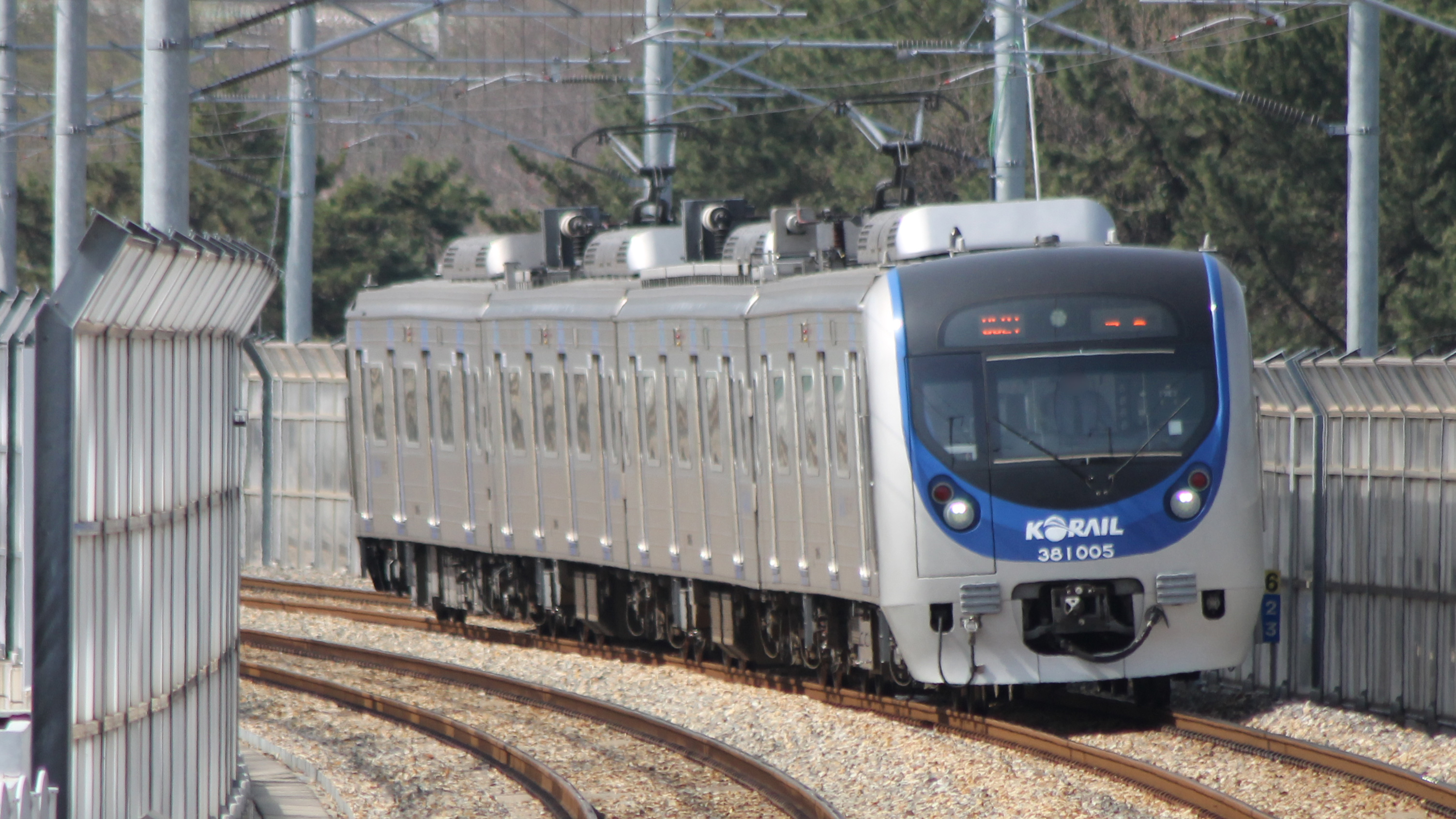
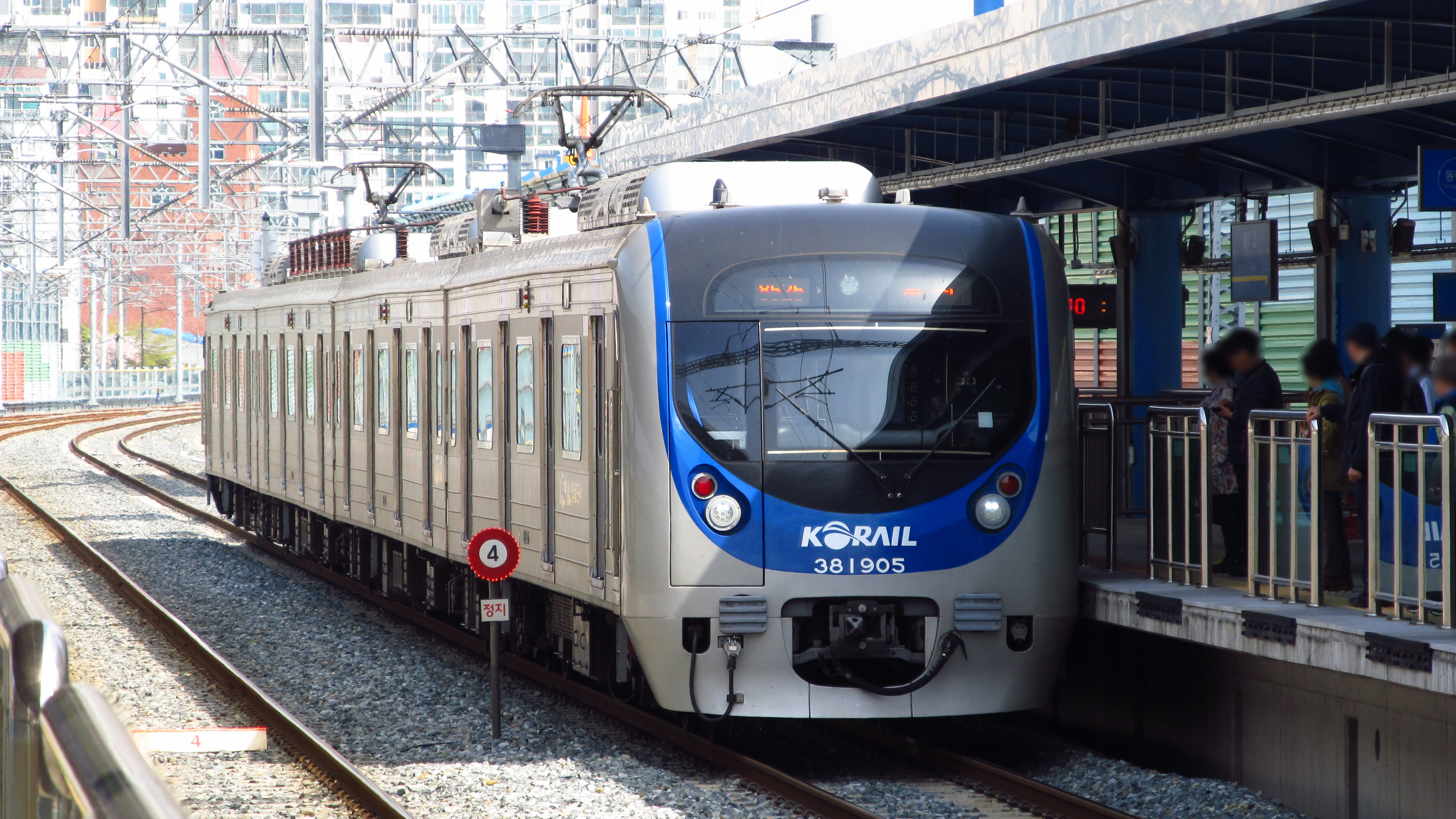
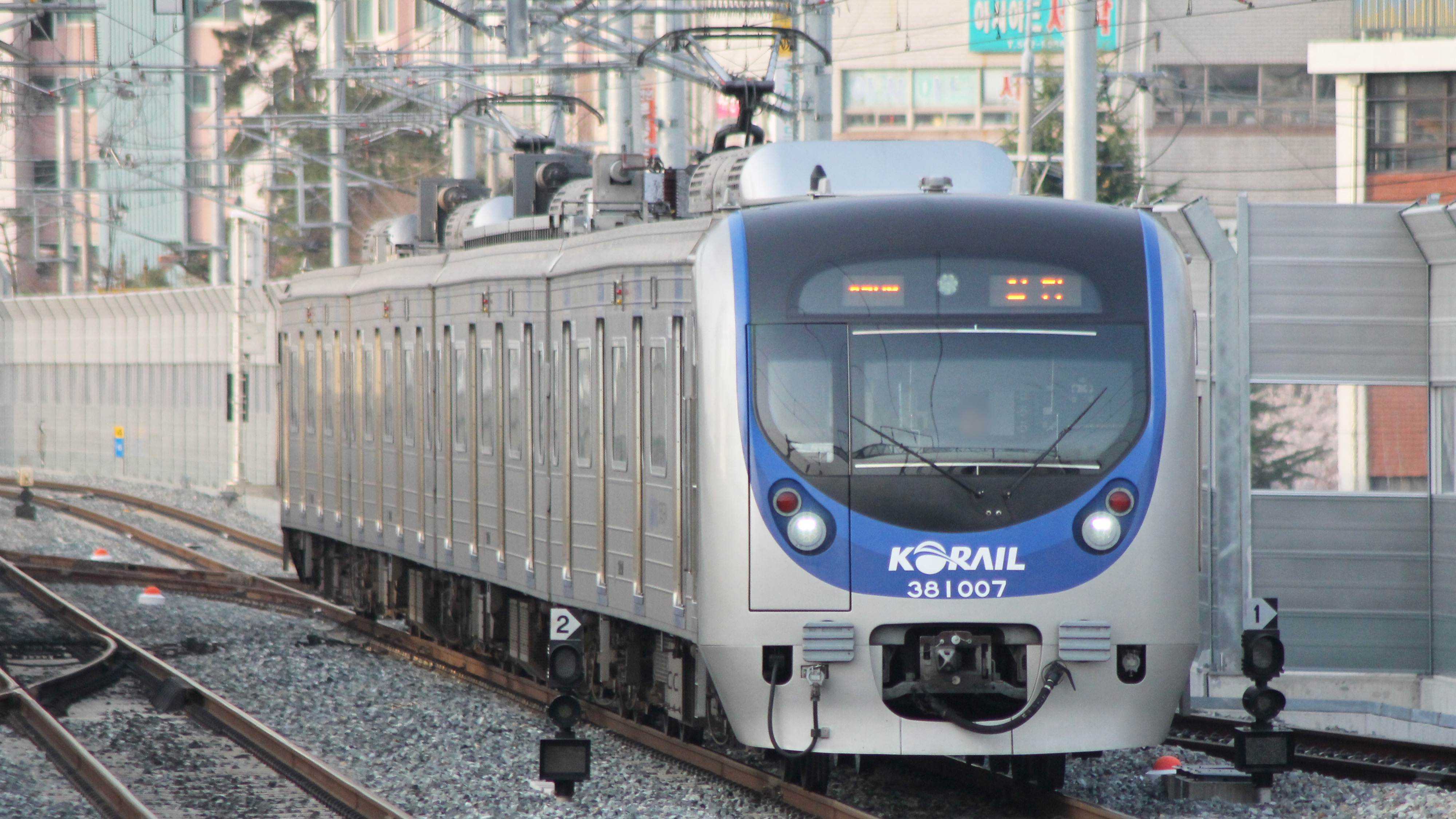
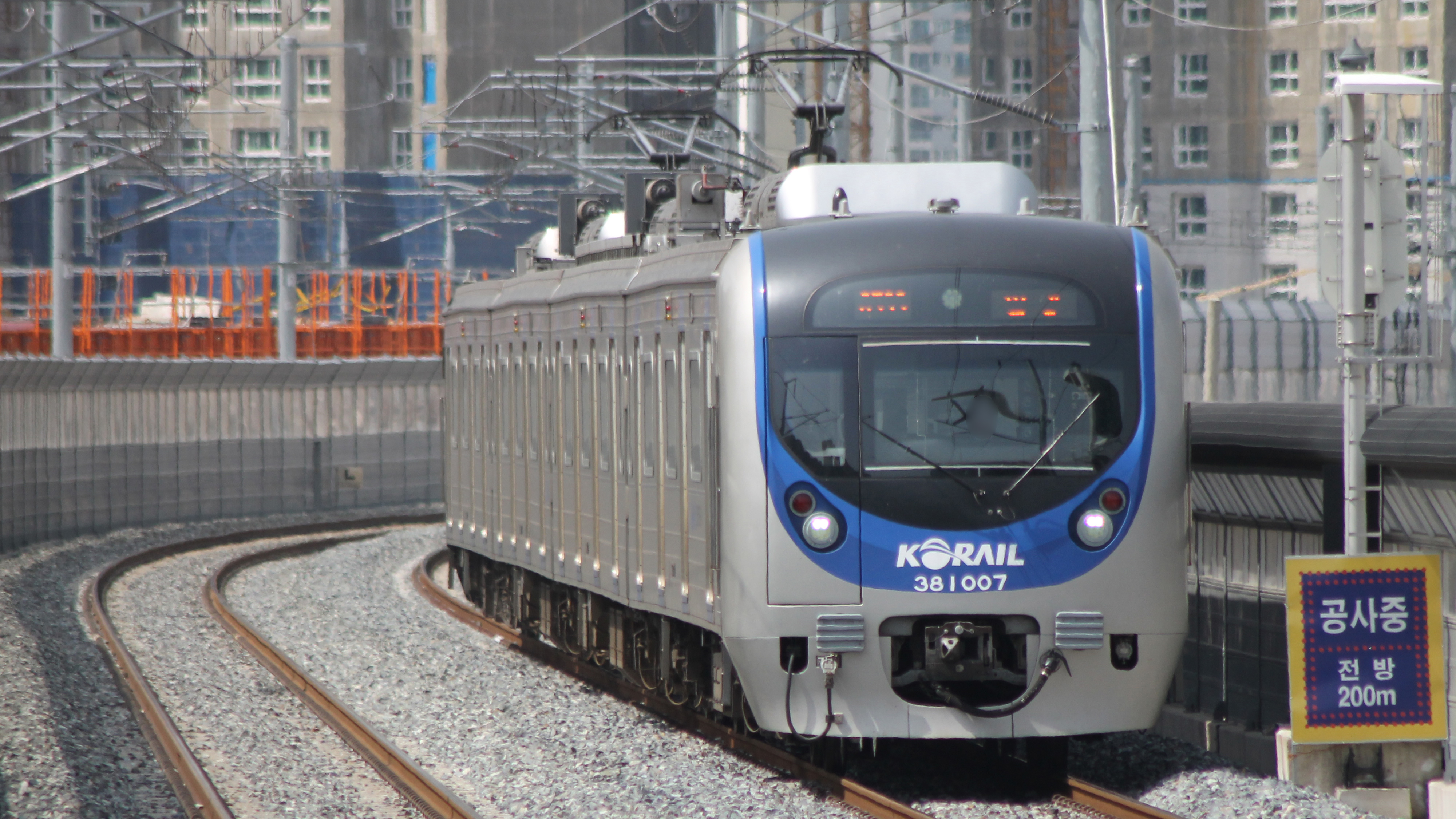
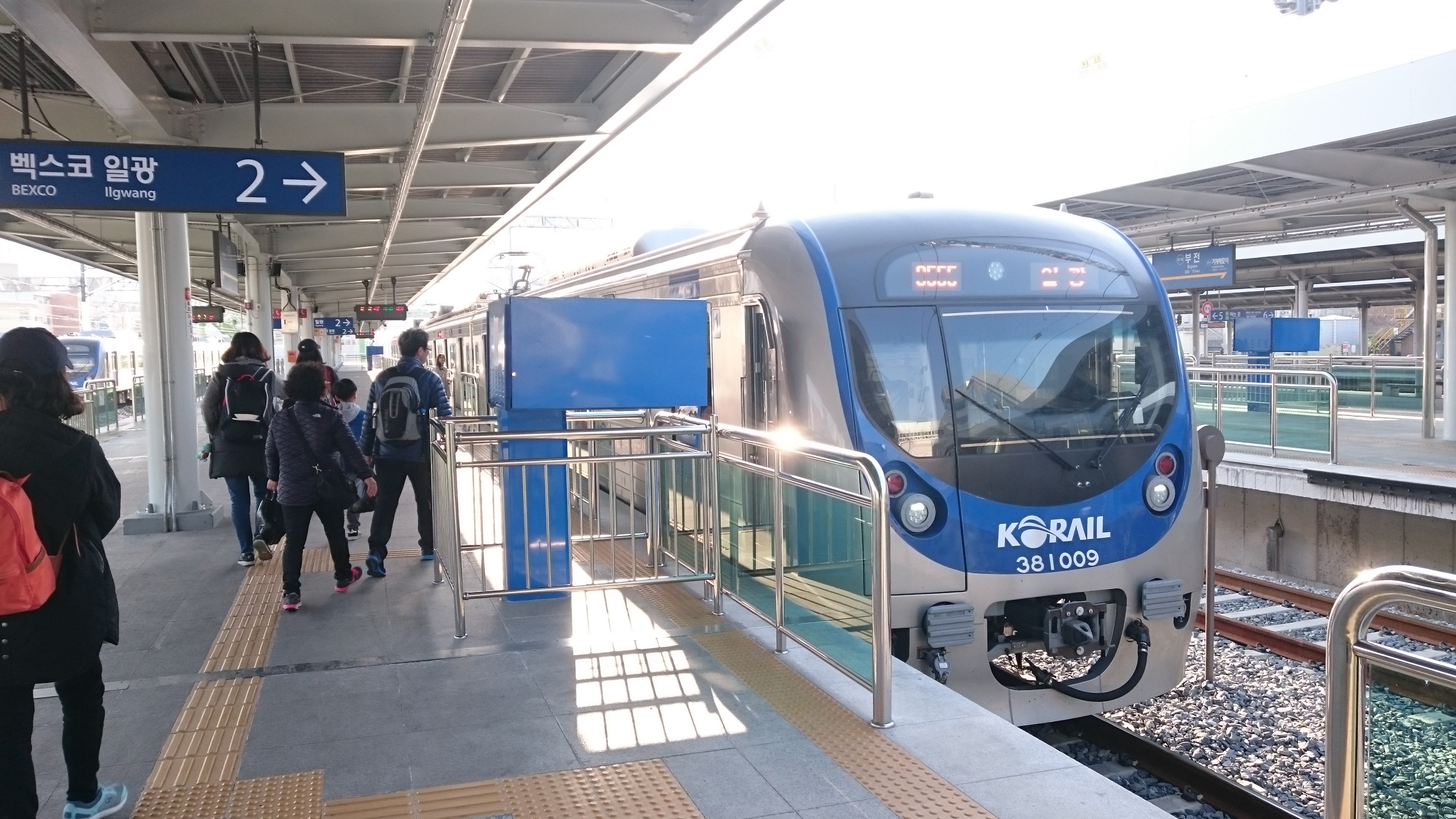
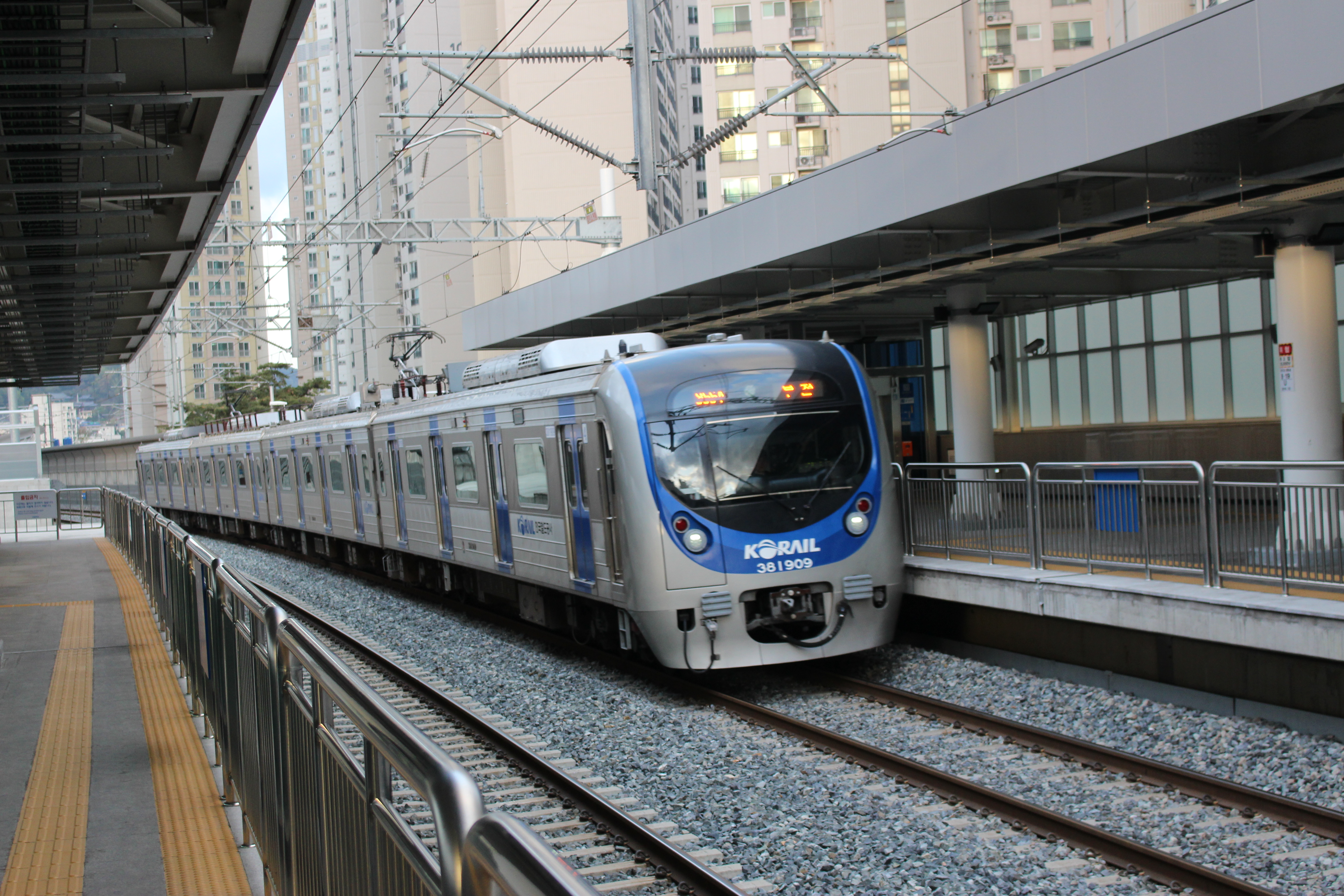
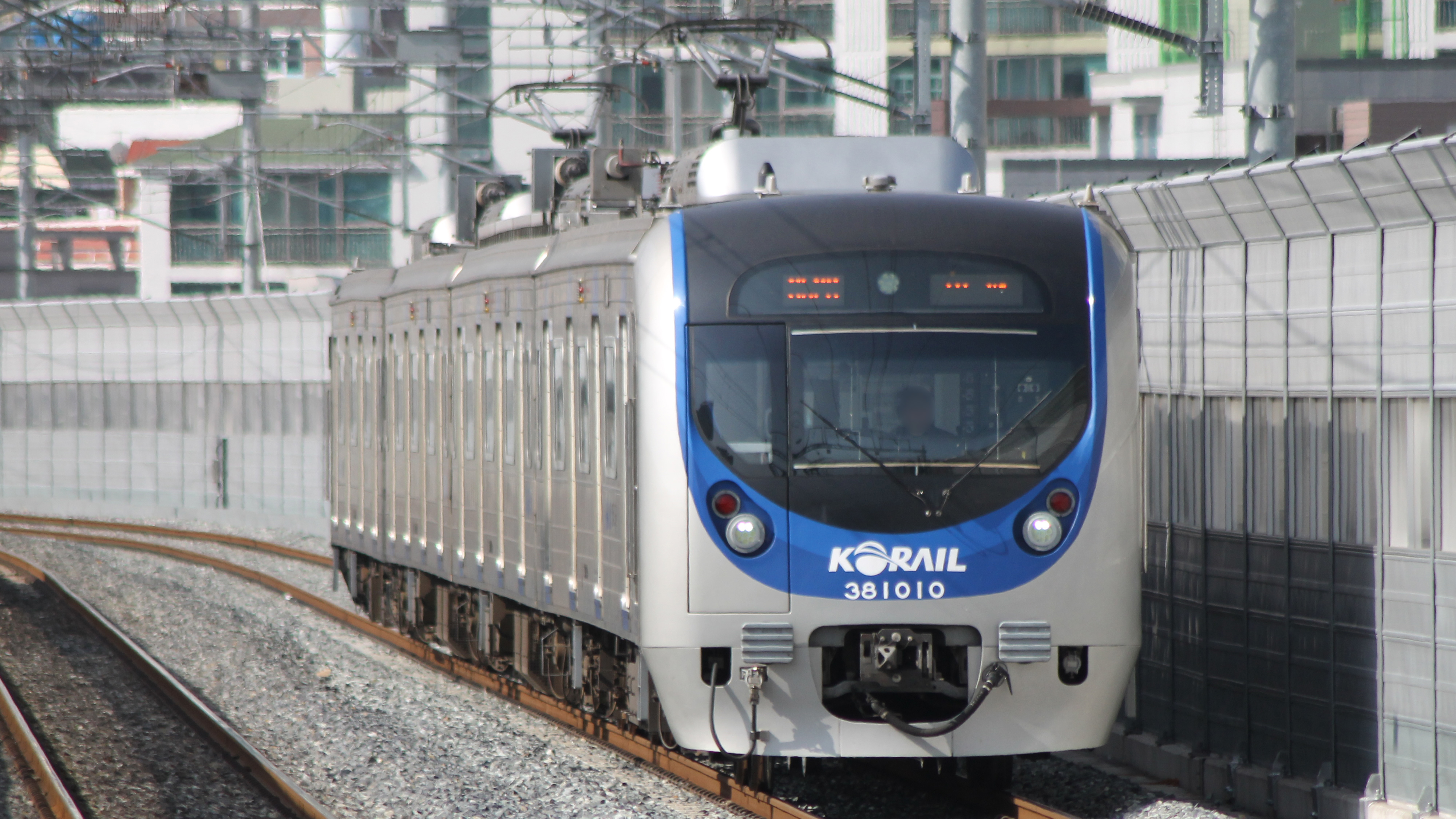

### 1세대분
| 차호       | 도입 시기 | 운행 중단 시기 | 비고 |
| ---------- | --------- | -------------- | --- |
| 38101 편성 | 2016년    | 운행 중        | 동해선 개통 전 병점차량기지로 차출되어 시운전한 이력이 있다. 38104편성은 임진강역에 처음으로 진입했다. 381001-381009편성은 경의중앙선 임진강~문산~가좌~서울역,용산 구간에서 알바운행한 이력이 있다. |
| 38102 편성 | 2016년    | 운행 중        | 동해선 개통 전 병점차량기지로 차출되어 시운전한 이력이 있다. 38104편성은 임진강역에 처음으로 진입했다. 381001-381009편성은 경의중앙선 임진강~문산~가좌~서울역,용산 구간에서 알바운행한 이력이 있다. |
| 38103 편성 | 2016년    | 운행 중        | 동해선 개통 전 병점차량기지로 차출되어 시운전한 이력이 있다. 38104편성은 임진강역에 처음으로 진입했다. 381001-381009편성은 경의중앙선 임진강~문산~가좌~서울역,용산 구간에서 알바운행한 이력이 있다. |
| 38104 편성 | 2016년    | 운행 중        | 동해선 개통 전 병점차량기지로 차출되어 시운전한 이력이 있다. 38104편성은 임진강역에 처음으로 진입했다. 381001-381009편성은 경의중앙선 임진강~문산~가좌~서울역,용산 구간에서 알바운행한 이력이 있다. |
| 38105 편성 | 2016년    | 운행 중        | 동해선 개통 전 병점차량기지로 차출되어 시운전한 이력이 있다. 38104편성은 임진강역에 처음으로 진입했다. 381001-381009편성은 경의중앙선 임진강~문산~가좌~서울역,용산 구간에서 알바운행한 이력이 있다. |
| 38106 편성 | 2016년    | 운행 중        | 동해선 개통 전 병점차량기지로 차출되어 시운전한 이력이 있다. 38104편성은 임진강역에 처음으로 진입했다. 381001-381009편성은 경의중앙선 임진강~문산~가좌~서울역,용산 구간에서 알바운행한 이력이 있다. |
| 38107 편성 | 2016년    | 운행 중        | 동해선 개통 전 병점차량기지로 차출되어 시운전한 이력이 있다. 38104편성은 임진강역에 처음으로 진입했다. 381001-381009편성은 경의중앙선 임진강~문산~가좌~서울역,용산 구간에서 알바운행한 이력이 있다. |
| 38108 편성 | 2016년    | 운행 중        | 동해선 개통 전 병점차량기지로 차출되어 시운전한 이력이 있다. 38104편성은 임진강역에 처음으로 진입했다. 381001-381009편성은 경의중앙선 임진강~문산~가좌~서울역,용산 구간에서 알바운행한 이력이 있다. |
| 38109 편성 | 2016년    | 운행 중        | 동해선 개통 전 병점차량기지로 차출되어 시운전한 이력이 있다. 38104편성은 임진강역에 처음으로 진입했다. 381001-381009편성은 경의중앙선 임진강~문산~가좌~서울역,용산 구간에서 알바운행한 이력이 있다. |
| 38110 편성 | 2016년    | 운행 중        | 현재 수도권 전철 경의·중앙선 임진강 ~ 문산 ~ 서울역/용산역 구간에서 운행하고 있다. 도라산역에 처음으로 진입했다. 그리고 동해선으로 다시 회복할 예정입니다.                                          |

### 2세대분
| 차호       | 도입 시기 | 운행 중단 시기 | 비고                                                         |
| ---------- | --------- | -------------- | ------------------------------------------------------------ |
| 38111 편성 | 2018년    | 운행 중        | 동해선 개통 전 병점차량기지로 차출되어 시운전한 이력이 있다. |
| 38112 편성 | 2018년    | 운행 중        |                                                              |
| 38113 편성 | 2018년    | 운행 중        |                                                              |
| 38114 편성 | 2018년    | 운행 중        |                                                              |
| 38115 편성 | 2018년    | 운행 중        |                                                              |
| 38116 편성 | 2018년    | 운행 중        |                                                              |
| 38117 편성 | 2018년    | 운행 중        |                                                              |

### 3세대분
| 차호       | 도입 시기   | 운행 중단 시기 | 비고                                |
| ---------- | ----------- | -------------- | ----------------------------------- |
| 38118 편성 | 2027년 예정 | 도입 예정      | 북울산역 연장 대비 증차 발주분이다. |

## 기타

### 수도권 전철 경의·중앙선차출 운행
2019년 4월 16일, 4월 23일. 381x11~17편성이 시운전을 마치고 영업운행에 투입되면서 381x01~04편성이 부산차량사업소에서 의왕역으로 갑종회송되었고, 이와 함께 5월부터 서울~문산, 문산~임진강 구간에 투입되어 운행했다가 2021년 1월 20일(381x01~02), 1월 27일(381x03~04)에 다시 내려가서 동해선 광역전철에서 운행 중이다. 반대로 2021년 1월 19일(381x05~07), 1월 26일(381x08~10) 6편성 올라와서 수도권 전철 경의·중앙선에서 운행을 했었다. 이는 부산차량사업소가 울산광역시 울주군에 위치한 울산차량사업소로 2021년 8월 25일에 완공되기 전까지, 전동차를 유치할 공간이 부족하기 때문이다.
그리고 2021년 9월 30일(381x05~06, 38109) 3편성이(#5231 문산~가야), 2021년 12월 20일(381x07~08) 2편성(#5231 문산~울산기지)도 동해선 광역전철로 다시 복귀했다. 수도권 전철 경의·중앙선에 남은 열차는 38110편성 1개 편성 뿐이다.

## 같이 보기
- 한국철도공사
- 동해선 광역전철
- 한국철도공사 371000호대 전동차
- 한국철도공사 391000호대 전동차
- 한국철도공사 392000호대 전동차